# Lagrangien (optimisation)
Pour les articles homonymes, voir Lagrangien (homonymie).
En optimisation, le lagrangien (ou fonction lagrangienne) est une fonction permettant d'étudier les problèmes (d'optimisation) avec contraintes. On l'utilise pour établir des conditions d'optimalité, pour construire des problèmes duaux ou pour analyser la perturbation de problèmes.

## Définition
Le lagrangien est construit à partir des multiplicateurs de Lagrange : si on considère le problème suivant : 
{\displaystyle \forall \mathbf {x} \in E\subset \mathbb {R} ^{n}\quad \min _{\mathbf {x} \in G}f(\mathbf {x} )\quad {\text{avec}}\quad G=\{\mathbf {x} \in E\mid \varphi _{i}(\mathbf {x} )=0,i=1,...,m,\psi _{j}(\mathbf {x} )\leq 0,j=1,...,p\}.}
Le lagrangien du problème s'écrit comme : 
{\displaystyle L(\mathbf {x} ,\mathbf {\lambda } ,\mathbf {\mu } )=f(\mathbf {x} )+\sum _{i=1}^{m}\lambda _{i}\varphi _{i}(\mathbf {x} )+\sum _{j=1}^{p}\mu _{j}\psi _{j}(\mathbf {x} ).}

## Applications

### Optimisation sous contraintes
Dans la recherche de la solution d'un problème d'optimisation sous contraintes, on peut utiliser le lagrangien et étudier ses dérivées partielles.